# Vladimir Timofeevič Kirillov
Vladimir Timofeevič Kirillov (Charino presso Duchovščina, 1889 – Smolensk, 1943) è stato uno scrittore russo.
Aderente alla causa comunista, fu autore di opere di glorificazione dell'URSS come Le albe dell'avvenire (1919) e Il messia di ferro (1932), dedicato a Stalin.